# Psydrax richardsiae
Psydrax richardsiae är en måreväxtart som beskrevs av Diane Mary Bridson. Psydrax richardsiae ingår i släktet Psydrax och familjen måreväxter. Inga underarter finns listade i Catalogue of Life.